# مهرداد بشاگردی
مهرداد بشاگردی (زاده ۱۲ شهریور ۱۳۶۳ - آبادان) بازیکن فوتبال اهل ایران است که در باشگاه فوتبال شهر راز در پست دروازه‌بان بازی می‌کند.